# Sirius Prod.
Sirius (справжнє ім'я — Валерій Фролов) — український репер, продюсер та бітмейкер з Харкова, учасник гуртів «Рифмабит» і «Omerta Family». Відомий експериментами у жанрах хіп-хопу, електроніки та соціально загостреними текстами.

## Біографія
Народився 9 січня 1990 року в Харкові. Навчався в міській гімназії № 65 та Юридичній академії імені Ярослава Мудрого. Музичну кар'єру розпочав у 2004 році. У ранній період створював музику у групі «Рифмабит», де разом із Кирилом записав хіт «Леді», що став локальним феноменом на початку 2000-х.
З 2008 року — учасник харківського об'єднання «Omerta Family», де відповідав за продюсування та створення інструменталів.

## Творчість

### Стиль
Для музики Sirius характерне поєднання брейкбіту, електроніки та агресивної манери читання. Тексти часто критикують соціальні проблеми, політику та молодіжні виклики.

### Проєкти
- Співпрацював з гуртом «Кто ТАМ?» над альбомом «Город ХА» (2010).
- У складі колективу «ХОЛОДНАЯ ГОРА» брав участь у створенні альбомів:
  - «Сука система» (2008)
  - «Архив (2005-2008)» (2008)
  - «Мир в ином свете» (2009)

## Дискографія

### Групова
- З «Рифмабит»:
  - «Леді» (сингл, 2000-ні)
  - «Выход Обратно» (EP, 2014)

- З «Omerta Family»:
  - Інструментали для альбомів «Кодекс вулиць» (2010), «Харківський стиль» (2012)

### Сольна
- «Землянин» (альбом, 2014)